# Эллиот, Кеннет Алан Колдвелл
Кеннет Аллан Колдвелл Эллиот (англ. Kenneth Allan Caldwell Elliott, 24 августа 1903, Кимберли, ЮАР — 28 апреля 1986, Монреаль, Квебек, Канада) — канадский биохимик.

## Биография
Родился 24 августа 1903 года в Кимберли. Вскоре после рождения переехал в Канаду. В 1918 году поступил в Грахэмстоунский университет, который он окончил в 1923 году. Одного диплома ему показалось мало, и тогда в 1925 году он поступил в Кембриджский университет, который он окончил в 1930 году. В 1944 году устроился на работу в Институт нейрологии в Монреале. До 1951 года в качестве научного сотрудника, с 1951 по 1959 год директорствовал лабораторией экспериментальной нейрохимии, с 1959 по 1986 год занимал должность профессора, а также заведовал кафедрой биохимии.
Скончался 28 апреля 1986 года в Монреале.

## Научные работы
Основные научные работы посвящены обменным процессам в головном мозге при возбуждении и торможении.
- Выдвинул гипотезу о роль y-аминомасляной кислоты в активности так называемого фактора I.
- Изучал роль в этих процессах y-аминомасляной кислоты.

## Членство в обществах
- Член Американской академии искусств и наук.